# Colline de Xiberras

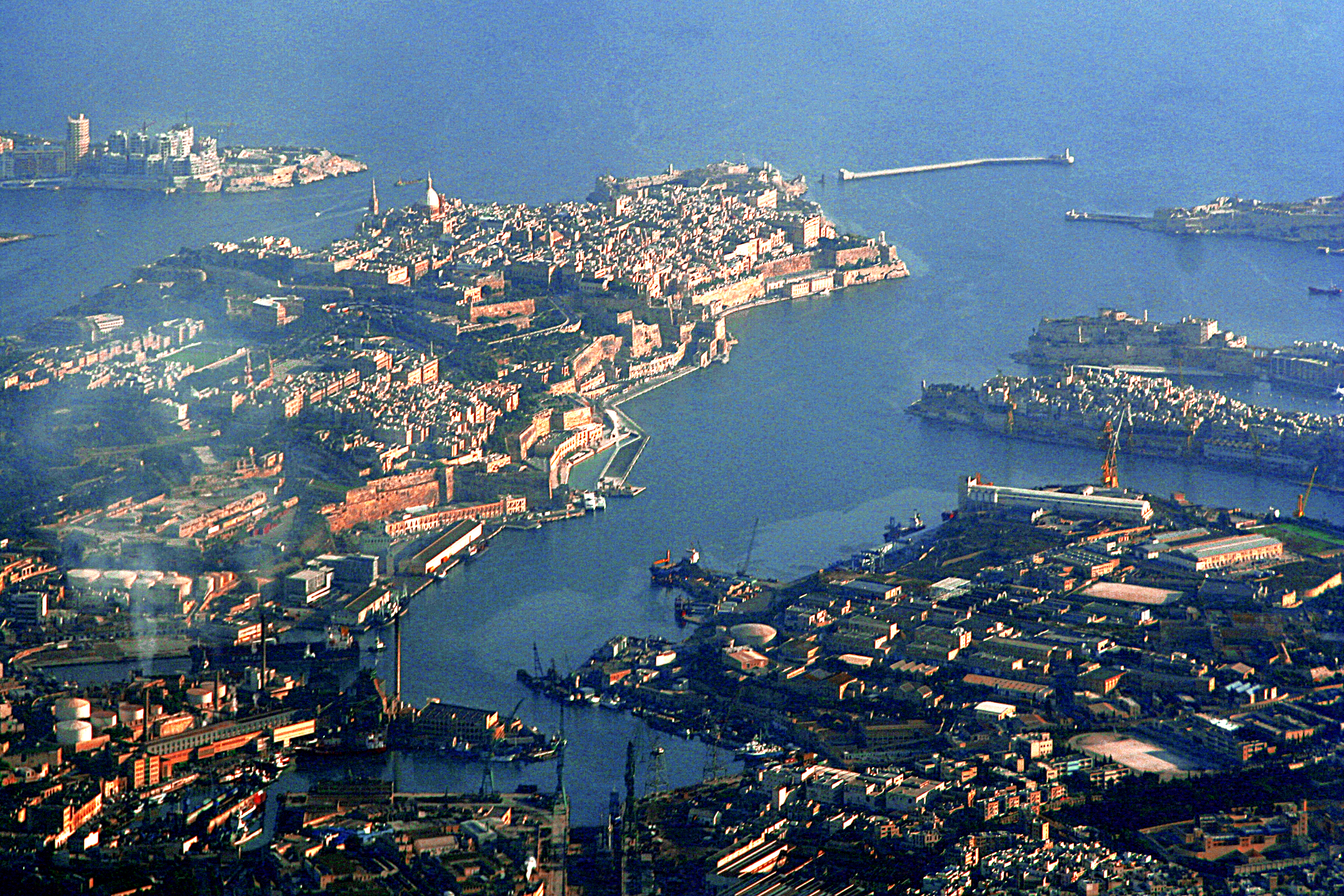
Colline de Xiberras

La colline de Xiberras est un relief qui s'élève de 56 mètres au-dessus de Grand Harbour au sud et Marsamxett Harbour au nord,. C'est sur cette colline que le grand maître de l'ordre de Saint-Jean de Jérusalem Jean de Valette décide de la construction d'une nouvelle ville à la suite du Grand Siège.
Cette colline donne son nom à la péninsule de Xiberras, (quelquefois dite presqu'île malgré l'absence d'isthme) sur laquelle sont construites la capitale La Valette et son faubourg Il-Furjana.
Son nom viendrait d'un ancienne famille maltaise Xiberras ou Sciberras qui aurait été propriétaire des terrains.

## Sources
- (en) Olive Allison, Streets of Valletta, Palmyra Printers, Malta, 2013
- Dominique Auzias et Jean-Paul Labourdette, Malte, Nouvelle éditions de l'Université, Le Petit Futé Country Guide, Paris, 2002
- (en) Abigail Blasi, Malte et Gozo, Lonely Planet Publications, 2013
- Alain Blondi, Malte, guides Arthaud, Grands Voyages, Paris, 1997
- (mt) Alfie Guillaumier, Bliet u Rħula Maltin, Klabb Kotba Maltin, 2002